# Франшвиль (Мёрт и Мозель)
Франшви́ль (фр. Francheville) — коммуна во французском департаменте Мёрт и Мозель региона Лотарингия. Относится к  кантону Домевр-ан-Э.	

## География
Франшвиль расположен в 20 км к западу от Нанси. Соседние коммуны: Авренвиль на севере, Жайон на северо-востоке, Эньере и Вилле-Сент-Этьенн на востоке, Фонтенуа-сюр-Мозель на юго-востоке, Буврон на западе, Андийи и Мениль-ла-Тур на северо-западе.

## История
- На территории коммуны были обнаружены следы галло-романского периода. Алтарный камень того периода был найден в XIX веке и находится сейчас в Лотарингском музее в Нанси.
- Впервые упоминается в 894 году в документах короля Арнульфа Каринтийского.

## Демография
Население коммуны на 2010 год составляло 290 человек.
| 1962 | 1968 | 1975 | 1982 | 1990 | 1999 | 2010 |
| ---- | ---- | ---- | ---- | ---- | ---- | ---- |
| 249  | 238  | 223  | 229  | 256  | 285  | 290  |

## Достопримечательности
- Старинный дом для сбора церковной подати.
- Церковь, колокольня XIII века, неф и основание XV века, алтарь XIX века.